# Atomosia fredericoi
Atomosia fredericoi là một loài ruồi trong họ Asilidae. Atomosia fredericoi được Carrera miêu tả năm 1952. Loài này phân bố ở vùng Tân nhiệt đới.